# Köpcentret Jumbo
Jumbo är ett köpcentrum i Backas i Vanda stad norr om Helsingfors. 
Köpcentret ligger vid Ring III i Vandaportens företagsområde nära Helsingfors-Vanda flygplats. Jumbo hör till de största köpcentren i Finland och Norden och öppnade i oktober 1999. Efter utvidgningen i oktober 2005 har Jumbo har en affärsyta på 85 000 kvadratmeter som delas av 120 specialbutiker och de större aktörerna Citymarket, Prisma (båda cirka 15 000 m²), Anttila och Stockmann (14 000 m²). 

## Köpcentrumet före och efter utvidgningen
- Uthyrbar yta före utvidgningen 2005: 56 000 m²
- Uthyrbar yta efter utvidgningen 2005: 90 000 m²
- Antal butiker före utvidgningen: 62
- Antal butiker efter utvidgningen: 120
- Omsättning före utvidgningen: 212 miljoner euro
- Uppskattad omsättning efter utvidgningen: över 300 miljoner euro
- Antal kunder före utvidgningen: 6 miljoner
- Uppskattat antal kunder efter utvidgningen: 9 miljoner
- Arbetsplatser: 1 600–1 700

Bredvid Jumbo bygger man ett komplex som går under arbetsnamnet Aviapolis trivselcenter (tidigare Jumbo Park) som blir klar i oktober 2008. Det kommer att hysa fritidsaktiviteter, underhållning och hotell med bland annat en vattenpark, biograf och bowling. Arbetena påbörjades i början av år 2006.

## Transporter

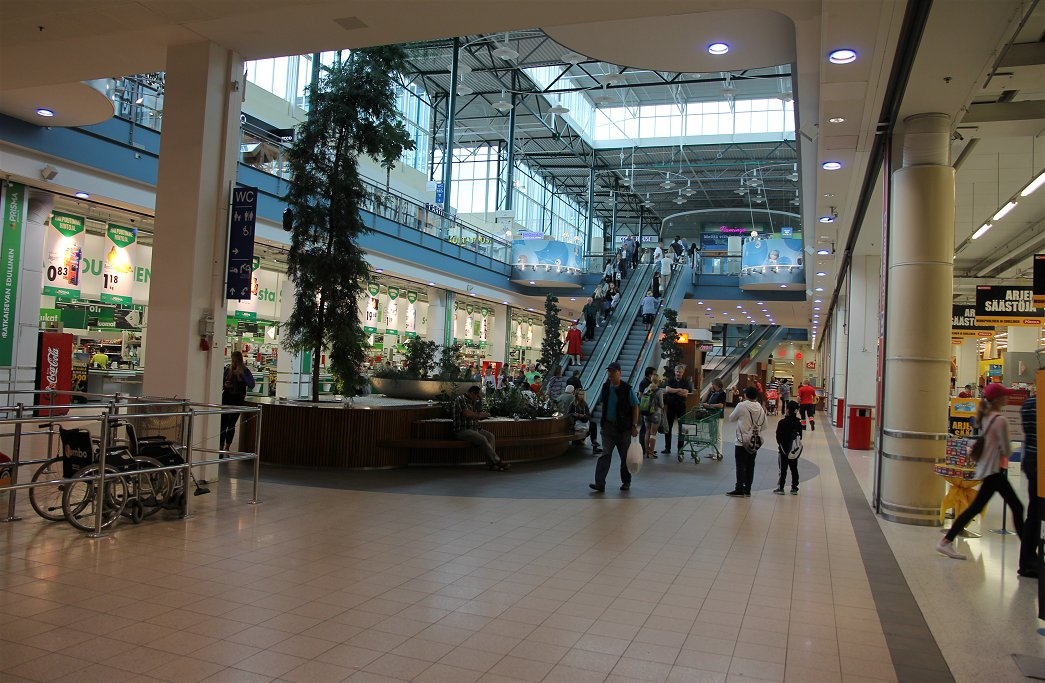

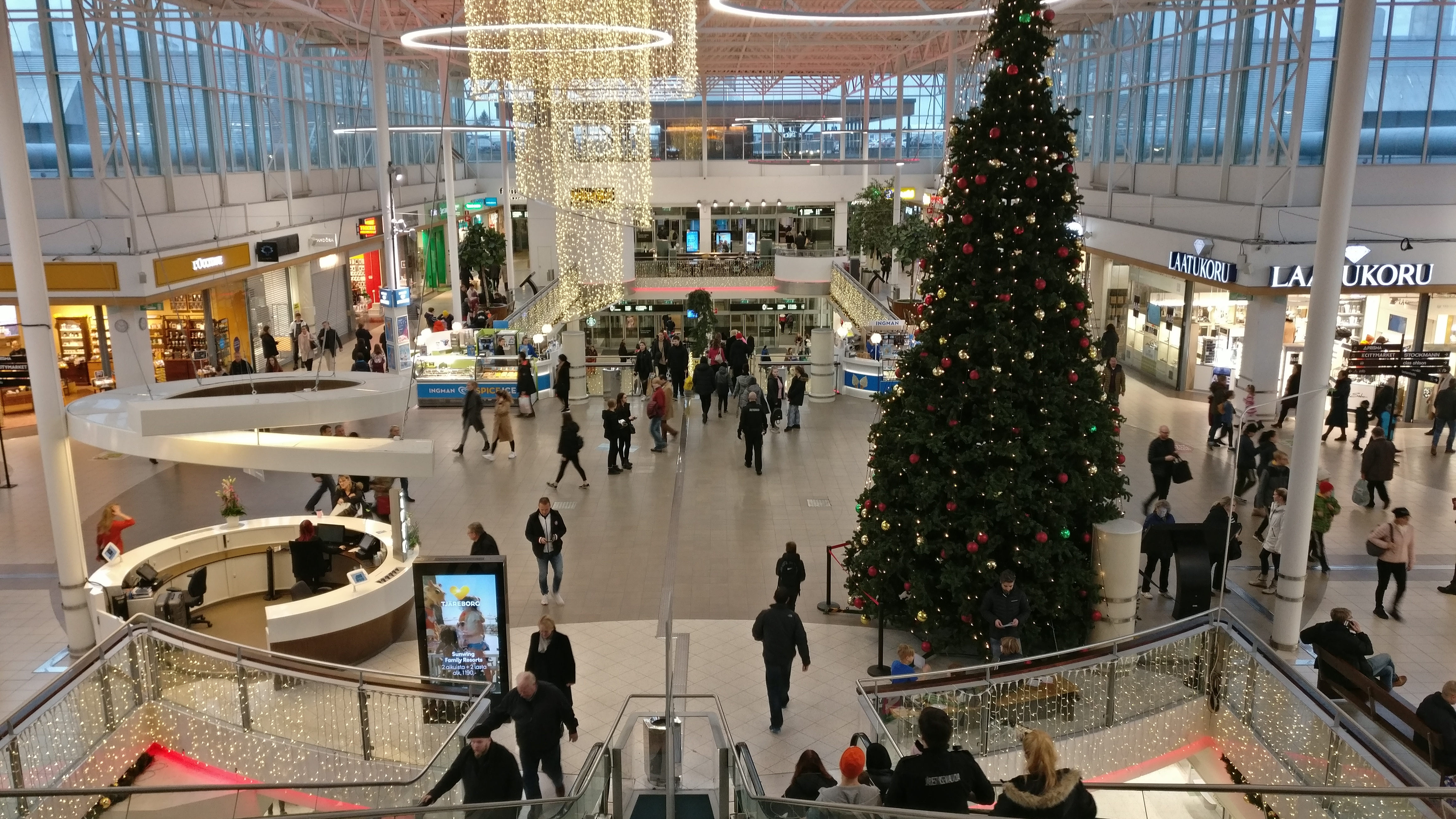

Man kommer till Jumbo från Dickursby med bussarna nummer 60, 61 och 61N samt med bussar som kör till Helsingfors-Vanda flygplats via Ring III och Backas. Från Myrbacka kommer man med bussarna 51 och 55. Jumbo har 4 600 gratis parkeringsplatser.